# D・J・エムベンガ
D.J.ベンガ（D.J.Mbenga）ことディディエ・イルンガ・ベンガ（Didier Ilunga-Mbenga、1980年12月30日 - ）はベルギーのプロバスケットボール選手。コンゴ民主共和国キンシャサ出身。身長213cm、体重115kg。ポジションはセンター。ベルギー国籍を持ち代表チームにも選抜されている。

## 経歴
旧ザイールで生まれたベンガの父は公務員であったが、革命が起きると政府関係者として逮捕された。息子と共に処刑を待つばかりとなった父は交渉の末に息子を救うことには成功し、幼いベンガはザイールの旧宗主国ベルギーの難民支援施設にあずけられた。彼のベルギー国籍はこの時に取得したものである。その後、バスケットボールの才能を見いだされたベンガは2001年からベルギーのプロリーグで活躍した後、NBAに挑戦することとなった。
2004年、ダラス・マーベリックスと契約を結んでNBA入り。試合には数分ずつ出場するだけで満足な時間を与えられたとは言い難かったが2005年に契約が切れるとチームはベンガとの3年の延長契約を結んだ。しかし、ダラスはジュワン・ハワードを獲得するためのロスター整理のためにベンガを放出し、フリーエージェントとなったベンガはダラスの前監督ドン・ネルソンに拾われてゴールデンステート・ウォリアーズに移籍した。2008年1月6日、ベンガはゴールデンステートから放出されたが、2週間後の1月21日にはロサンゼルス・レイカーズと10日間契約を結んだ。レイカーズではパウ・ガソル、アンドリュー・バイナムらに次ぐ事実上の3番手センターとしての扱いであったが、2シーズンを過ごして優勝も経験。2010年にフリーエージェントとなると新たにニューオーリンズ・ホーネッツと契約した。

## 個人成績

### NBAレギュラーシーズン
| シーズン | チーム | GP  | GS | MPG | FG%  | 3P%  | FT%  | RPG | APG | SPG | BPG | TO   | PPG |
| -------- | ------ | --- | -- | --- | ---- | ---- | ---- | --- | --- | --- | --- | ---- | --- |
| 2004–05  | DAL    | 15  | 1  | 3.9 | .429 | .000 | .750 | .5  | .0  | .0  | .3  | 0.33 | 1.0 |
| 2005–06  | DAL    | 43  | 1  | 5.5 | .533 | .000 | .500 | 1.3 | .0  | .1  | .6  | 0.37 | 1.7 |
| 2006–07  | DAL    | 21  | 0  | 3.8 | .313 | .000 | .875 | .5  | .3  | .1  | .2  | 0.24 | 0.8 |
| 2007–08  | GSW    | 16  | 0  | 8.1 | .391 | .000 | .500 | 1.9 | .3  | .2  | .6  | 0.25 | 1.2 |
| 2007–08  | LAL    | 26  | 0  | 7.5 | .492 | .000 | .400 | 1.6 | .2  | .2  | .6  | 0.31 | 2.5 |
| Career   |        | 121 | 2  | 5.8 | .471 | .000 | .568 | 1.2 | .1  | .1  | .5  | 0.31 | 1.6 |

### NBAプレーオフ
| シーズン | チーム | GP | GS | MPG | FG%  | 3P%  | FT%   | RPG | APG | SPG | BPG | TO   | PPG |
| -------- | ------ | -- | -- | --- | ---- | ---- | ----- | --- | --- | --- | --- | ---- | --- |
| 2005–06  | DAL    | 7  | 0  | 3.6 | .333 | .000 | 1.000 | 1.1 | .0  | .0  | .1  | 0.43 | .6  |
| 2007–08  | LAL    | 7  | 0  | 4.3 | .625 | .000 | .000  | 1.3 | .0  | .3  | .1  | 0.14 | 1.4 |
| Career   |        | 14 | 0  | 3.9 | .545 | .000 | 1.000 | 1.2 | .0  | .1  | .1  | 0.29 | 1.0 |

## その他
- 2006年のNBAファイナルでダラス・マーベリックスが快進撃を続けていた時、エイブリー・ジョンソンHCの夫人がスタンドの観客に絡まれていたのを助けてロッカールームに退避させた。NBAの規定では選手がスタンド側に立ち入ることを厳しく禁じており、ベンガは6試合の出場停止処分を受けた。
- フランス語、ポルトガル語、英語を含む5カ国語を話すことが出来る。